# Rörtjärnen (Älvsby socken, Norrbotten)
Rörtjärnen är en sjö i Älvsbyns kommun i Norrbotten och ingår i Piteälvens huvudavrinningsområde.